# 民主共和黨
民主共和黨（英語：Democratic-Republican Party）是美國成立后初期的一個政党，由美國開國元勳湯瑪斯·傑弗遜和詹姆斯·麥迪遜于1792年創建。

## 歷史
民主共和黨的對立政黨是聯邦黨。與聯邦黨相比，民主共和黨更強調州權，重視自耕農的權益，反對過份的聯邦主義和君主主義。主要支持地區是中西部和南部。支持者大部份都是鄉村地區的農民還有城市地區的工人，民主共和黨可被視為今日美國兩大黨派中民主黨的前身。
1792年，美國開國元勳湯瑪斯·傑弗遜和詹姆斯·麥迪遜創建美國民主共和黨。他們因為反對聯邦黨的領袖、時任美國財政部長的亞歷山大·漢彌爾頓的經濟政策，遂退出聯邦政府成為反對黨。
1796年的美國總統選舉，民主共和黨領袖傑弗遜輸給聯邦黨候選人、時任美國副總統的約翰·亞當斯，但傑弗遜是該次選舉得票數第二多的候選人而成為副總統，隨後憲法修正案區分總統和副總統候選人，使總統的對手不會因得票數第二而成為副總統。
1800年的美國總統選舉，傑弗遜在國會選舉人票中，擊敗尋求連任的亞當斯，終於當選總統，並於1804年通過美國憲法第十二修正案，獲得連任。之後，民主共和黨人麥迪遜和詹姆斯·門羅贏得之後的四次美國總統選舉，使得民主共和黨連續執政長達24年，使其主要競爭對手聯邦黨逐漸式微並融入民主共和黨。
1824年的美國總統選舉，由於民主共和黨未能協調出單一候選人，四名民主共和黨人同時參選，最終普選票和選舉人票為四人中最多的安德魯·傑克遜在眾議院選舉中未能獲國會眾議員的支持而落選，而是由亨利·克萊支持的約翰·昆西·亞當斯當選總統，而克萊則獲亞當斯任命為國務卿，此次選舉結果導致以民主共和黨和聯邦黨為背景的兩大派系就此溶解，轉為親傑克遜派（Jacksonian）和反傑克遜派（Anti-Jacksonian）的競爭。
1828年和1832年的美國總統選舉，傑克遜分別與亞當斯、克萊對壘；傑克遜的支持陣營稱為民主黨（Democratic Party），亞當斯和克萊的支持陣營則稱為国家共和党（National Republican），後者在1833年併入了輝格黨。